# Szörfsuli
A Szörfsuli (eredeti cím: Blue Water High) ausztrál televíziós filmsorozat, amelyet az Australian Broadcasting Corporation készített. Ausztráliában az ABC1 és a Austar/Foxtel Nickelodeon csatornán sugározták 2005. május 11. és 2008. szeptember 25. között. A sorozat három huszonhat részes évadból áll – összesen hetvennyolc fejezettel. Az epizódok körül-belül 25 percesek. A filmsorozat a Solar Blue szörf-akadémia fiatal tanulóinak életét követik. A történet szerint tizenhat szerencsés fiatal Sydney északi partjainál részt vesz egy tizenkét hónapos szörf tanfolyamon. Az első két évad végével az alkotóknak eredetileg nem volt szándékuk folytatni a sorozatot, de pozitív nézői visszajelzések miatt megváltoztatták álláspontjukat és elindították a harmadik évadot. A harmadik évad befejező huszonhatodik része zárja le a történetet, amely a dramaturgiából következtetve feltehetőleg nem fog folytatódni.
Magyarországon az első évadot a Duna Televízió sugározta magyar szinkronnal.

## Cselekmény

### Első évad
Az első évad huszonhat részből áll. Adam Saunders játszotta Heath szerepét egy nyugodt, vidám fiút megformálva, aki küzd az iskolával.  Tahyna Tozzi Perri szerepében a „bűbáj királynőt” alakítja az Aranypartról, Sophie Luck mint legfiatalabb szereplő Fly szerepében, Kate Bell, mint Bec, Khan Chittenden pedig mint Edge, a rámenős versengő tinédzser, Chris Foy mint Matt, az „okos fiú” és Mara Scherzinger,  Anna a híres német kiteszörfös szerepében. Az év végén közülük a legjobb fiú és lány kapnak egy-egy szabad-kártyát egy profi szörfös turnéhoz – Fly és Edge nyerik el a díjat. Az első évad kiadásra került egy négylemezes DVD-n
Sophie Luck a sorozatban nyújtott teljesítménye miatt a 2005-ben az Ausztrál Filmintézet díját nyerte el a „Legjobb Fiatal Színész” kategóriában.

### Második évad
A második évad forgatása 2006 januárjában kezdődött Sydneyben a szereplőgárda részbeni átformálásával. A film bemutatója 2006. június 28-án volt.  Az első sorozatban megismert szereplők mind feltűnnek különböző részekben, de a főszerepekben új színészeket ismerhetünk meg –  Corey (Trent Dalzell), Eric (Ryan Corr), Brooke (Lesley Anne Mitchell), Rachel (Taryn Marler), Amy (Gabrielle Scollay), és Mike (James Sorensen) versengenek a díjért, amit Brooke és Eric nyer el az évad végén.
A teljes évad 2007. október 1-jén jelent meg DVD-n.

### Harmadik évad
A harmadik évad forgatását 2007 októberében kezdték meg. Kate Bell is visszatér Bec szerepében a sorozathoz, az új tanulók pedig a Solar Bluenál Guy (Kain O'Keeffe), Charley (Lachlan Buchanan), Adam (Eka Darville), Bridget (Cariba Heine), Loren (Amy Beckwith) és Cassie (Rebecca Breeds). A sorozat premierje  2008. április 3-án volt a Rollercoster csatornán.
Ezúttal Bridget és Adam nyerik el a díjat, de Bridget inkább úgy dönt, hogy egyetemre megy és lemond a szabad-kártyáról  – így végül Loren kapja a lehetőséget.

## Szereplők

### Első évad
| Szereplő                | Színész(nő)      | Magyar hang        |
| ----------------------- | ---------------- | ------------------ |
| Rebecca „Bec” Sanderson | Kate Bell        | Nemes Takách Kata  |
| Dean „Edge” Edgely      | Khan Chittenden  | Stern Dániel       |
| Perri Lawe              | Tahyna Tozzi     | Bogdányi Titanilla |
| Matthew „Matt” Leyland  | Chris Foy        | Hamvas Dániel      |
| Fiona „Fly” Watson      | Sophie Luck      | Molnár Ilona       |
| Alexandra „Alex” Lopez  | Nica Santos      |                    |
| Heath Carroll           | Adam Saunders    | Szvetlov Balázs    |
| Anna Peterson           | Mara Scherzinger | Zsigmond Tamara    |
| Craig „Simmo” Simmonds  | Martin Lynes     | Czvetkó Sándor     |
| Jilly                   | Liz Burch        |                    |
| Deborah „Deb” Callum    | Nadine Garner    | Ruttkay Laura      |
| Joe Sanderson           | Matt Ruddock     | Molnár Levente     |

### Második évad
| Szereplő               | Színész(nő)          | Magyar hang     |
| ---------------------- | -------------------- | --------------- |
| Eric Tanner            | Ryan Corr            | Markovics Tamás |
| Amy Reed               | Gabrielle Scollay    | Szabó Zselyke   |
| Mike Kruze             | James Sorensen       | Kisfalusi Lehel |
| Brooke Solomon         | Lesley Anne Mitchell | Czető Zsanett   |
| Corey Petrie           | Trent Dalzell        | Renácz Zoltán   |
| Rachael Samuels        | Taryn Marler         | Várkonyi Andrea |
| Heath Carroll          | Adam Saunders        | Joó Gábor       |
| Fiona „Fly” Watson     | Sophie Luck          | Mezei Kitty     |
| Craig „Simmo” Simmonds | Martin Lynes         | Magyar Bálint   |
| Jilly                  | Liz Burch            | Kocsis Judit    |
| Greta                  | Natasha Sitkowski    | ?               |

### Harmadik évad
| Szereplő        | Színész(nő)      | Magyar hang       |
| --------------- | ---------------- | ----------------- |
| Cassie Cometti  | Rebecca Breeds   | Pekár Adrienn     |
| Adam Bridge     | Eka Darville     | Penke Bence       |
| Loren Power     | Amy Beckwith     | Hermann Lilla     |
| Charley Prince  | Lachlan Buchanan | Berkes Bence      |
| Bridget Sanchez | Cariba Heine     | Berkes Boglárka   |
| Guy Spender     | Kain O'Keeffe    | Ungvári Gergely   |
| Garry Miller    | Craig Horner     | Kisfalusi Lehel   |
| Bec Sanderson   | Kate Bell        | Sipos Eszter Anna |

## Évados áttekintés
| Évad | Epizód | Hivatalos premier | Hivatalos premier | Magyar premier(Megamax) | Magyar premier(Megamax) |
| Évad | Epizód | Évadpremier       | Évadfinálé        | Évadpremier             | Évadfinálé              |
| ---- | ------ | ----------------- | ----------------- | ----------------------- | ----------------------- |
| 1.   | 26     | 2005. május 11    |                   | 2013. augusztus 24.     | 2014. szeptember 18.    |
| 2.   | 26     | 2006. június      | 2006. december    |                         |                         |
| 3.   | 26     | 2008. április     | 2008. szeptember  | 2014. május 8.          | 2014. június 2.         |

### Első évad
1. The Contenders
2. Winners and Losers
3. Trouble in Paradise
4. Fly Takes a Dive
5. Anna Loses Her Way
6. Edge Wipes Out
7. Friends in Need
8. Brothers and Sisters
9. Sharks in the Mind
10. Timing Is Everything
11. Out of Control
12. Dreams and Drama
13. Life on the Line
14. Batoilet paper  Boy Heath
15. Joker's Wild
16. It's Hard to Be Normal
17. Perri Lies Low
18. Winning Isn't Everything
19. Right Dance, Wrong Partner
20. Big Wave Fears
21. The Kiss
22. Behind the Scenes
23. Tough Choices
24. The Band Plays On
25. Suspicious Minds
26. And the Winner Is

### Második és harmadik évad
A második és harmadik évad fejezetei nem kaptak külön címet, azonban futósorszámozásra kerültek 1-től 26-ig.

## Különböző földrészeken

### Afrika
Ezt a sorozatot Dél-Afrikában kétszer sugározzák egy héten a Go, DSTV, MNET nevű csatornán. 2010. július 1-től kezdve minden hétköznap 19 óra 30 perckor vetítették a Magic World 112-n.

### Európa
Németül Blue Water High, die Surf-Akademie címen futott. Németországban a Ki.KA csatornán sugározzák, Írországban a RTÉ-n. Spanyolországban La2 és ClanTVE, Franciaországban a FillesTV-n, Norvégiában TV 2 Zebra, Portugáliában SIC nevű csatornán vetítik.

### Észak-Amerika
Ez a sorozat Észak-Amerikában csak interneten volt elérhető 2008-ban a Warner Bros. kiadó online televíziós adásaként.

### Ausztrália és Óceánia
Ausztráliában, minden délután és vasárnap éjjel vetítik az ABC3-on és a Nickelodeonon. Új-Zélandon, minden szombat délután levetítik a TV2-n.

### Dél-Amerika
A spanyol nyelvű területeken Blue Water High, Escuela del Surf címmel vetítik, és a  Boomerang Latin-Amerika nevű csatornán közvetítik. Brazíliában a Boomerang Brazil nevű csatornán vetítik Galera do Surfe cím alatt. A Falkland-szigeteken a Falkland-szigetek televíziós szolgáltatása sugározza keddtől péntekig 15 órakor és szombaton 11 óra 30 perckor.

## Nemzetközi vetítése
| Ország                  | Csatorna                            | Év        |
| ----------------------- | ----------------------------------- | --------- |
| Olaszország             | Italia 1                            | 2006–2010 |
| Mexikó                  | Boomerang                           | 2005–     |
| Új-Zéland               | TV2                                 | 2007–     |
| Ausztrália              | ABC TV                              | 2005–2012 |
| Svédország              | SVT                                 | 2007–     |
| Lengyelország           | ZigZap                              | 2007–     |
| Németország             | KI.KA                               | 2007–     |
| Írország                | RTÉ Two                             | 2007–     |
| Spanyolország           | La 2 Neox and Clan TVE              | 2007–2010 |
| Franciaország           | Filles TV                           | 2007–     |
| Norvégia                | TV2 Zebra                           | 2007–     |
| Portugália              | SIC and SIC K                       | 2009–     |
| Hollandia               | RTL 8                               | 2009–     |
| Brazília                | Boomerang Brazil                    | 2009–     |
| Brit Virgin-szigetek    | Falkland Islands Television Service | 2009–     |
| Dél-afrikai Köztársaság | Go                                  | 2009–     |
| Dél-afrikai Köztársaság | Magic World 112                     | 2010–     |
| Nagy-Britannia          | Boomerang 2006 Pop Girl             | 2011–2012 |
| Belgium                 | Ketnet                              |           |

## Fordítás
Ez a szócikk részben vagy egészben  a   Blue Water High című angol Wikipédia-szócikk ezen változatának fordításán alapul.  Az eredeti cikk szerkesztőit annak laptörténete sorolja fel. Ez a jelzés csupán a megfogalmazás eredetét és a szerzői jogokat jelzi, nem szolgál a cikkben szereplő információk forrásmegjelöléseként.